# 고우루
고우루(高優婁, ?~230년)는 고구려 산상왕, 동천왕 때의 국상(國相)이다.

## 생애
203년, 고구려 제2대 국상 을파소(乙巴素)가 죽자 그의 뒤를 이어 국상에 오르게 되었다. 그러나 지금까지 재임기간이 밝혀진 국상들 중에서 국상직에 가장 오래 재임했음에도 불구하고 그의 행적이나 업적은 찾아 볼 수 없으며, 그가 죽었다는 기사도 따로 나오지 않아 고우루의 죽음은 명림어수(明臨於漱)가 230년에 국상에 오른 것으로 추측할 수 있을 뿐이다.

## 같이 보기
- 삼국 시대
- 고구려